# 都市牛利
都市牛利（つしごり、生没年不詳）または牛利（ごり）とは、3世紀中ごろ、日本（倭）の弥生時代において実在したとされる人物及び官吏である。

## 概説
都市牛利は、『三国志』魏書巻三十・東夷伝・倭人の条（魏志倭人伝）中に卑弥呼の使いとして登場する。吉田孝のように「都市」を市場を監督する官名と見て「牛利」のみを人名とする論者もある。
景初2年（西暦238年）6月、卑弥呼は帯方郡に大夫の難升米と次使の都市牛利を遣わし、太守の劉夏に皇帝への拝謁を願い出た。劉夏はこれを許し、役人と兵士をつけて彼らを都まで送った。次席使者として洛陽へ向かった都市牛利は、難升米とともに生口や班布などを献上したとされる。12月に皇帝は詔書を発し、遠い土地から海を越えて倭人が朝貢に来た事を悦び、卑弥呼を親魏倭王と為し、金印紫綬を仮授した。皇帝は難升米と牛利の旅の労苦をねぎらい、難升米を率善中郎将、牛利を率善校尉と為して銀印と青綬を授けた。皇帝は献上物の返礼として絳地交龍（コウジコウリュウ）の錦5匹、絳地縐粟（コウジスウゾク）の罽（ケイ、けおりもの）10張、蒨絳（センコウ）50匹、紺青50匹、紺地句文の錦3匹、細班華の罽5張、白絹50匹・金8両・五尺の刀を2ふり・銅鏡100枚、真珠、鉛丹を各50斤の莫大な下賜品を与えたとされる。その後も難升米は正始8年（247年）に隣国との戦争を仲介するという名の元、魏の使者から黄幢と詔書を受け取るなど魏との外交に従事していた模様だが、都市牛利の動向に関しては記されていない。
また、名前は本来「牟利（むり）」であり、複写する際に生じた誤記によって「牛利」にされたという説もある。